# Rue Saint-Nicolas (Paris)
Pour les articles homonymes, voir Rue Saint-Nicolas.
La rue Saint-Nicolas est une voie située dans le quartier des Quinze-Vingts du 12e arrondissement de Paris.

## Situation et accès

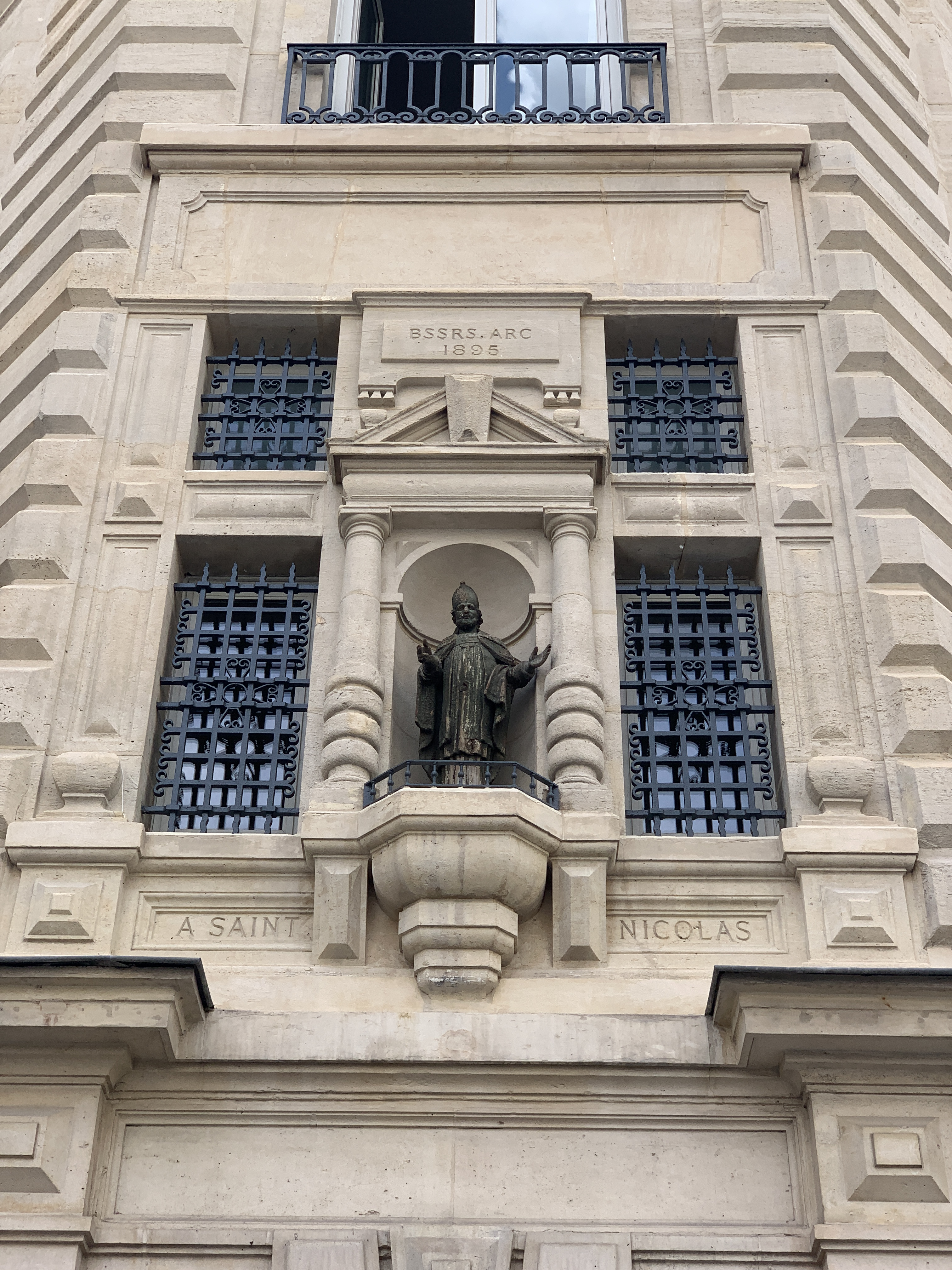
Statue de saint Nicolas à l'angle de la rue du faubourg-Saint-Antoine

La rue Saint-Nicolas est accessible par la ligne de métro 8 à la station Ledru-Rollin.

## Origine du nom
Elle tire son nom en souvenir d'une enseigne.

## Historique
C'est une ancienne voie qui est indiquée sur le plan de Jouvin de Rochefort de 1672.

## Bâtiments remarquables et lieux de mémoire
- Nos 8-12 : bâtiment sur rue  du XVIIIe siècle[2].

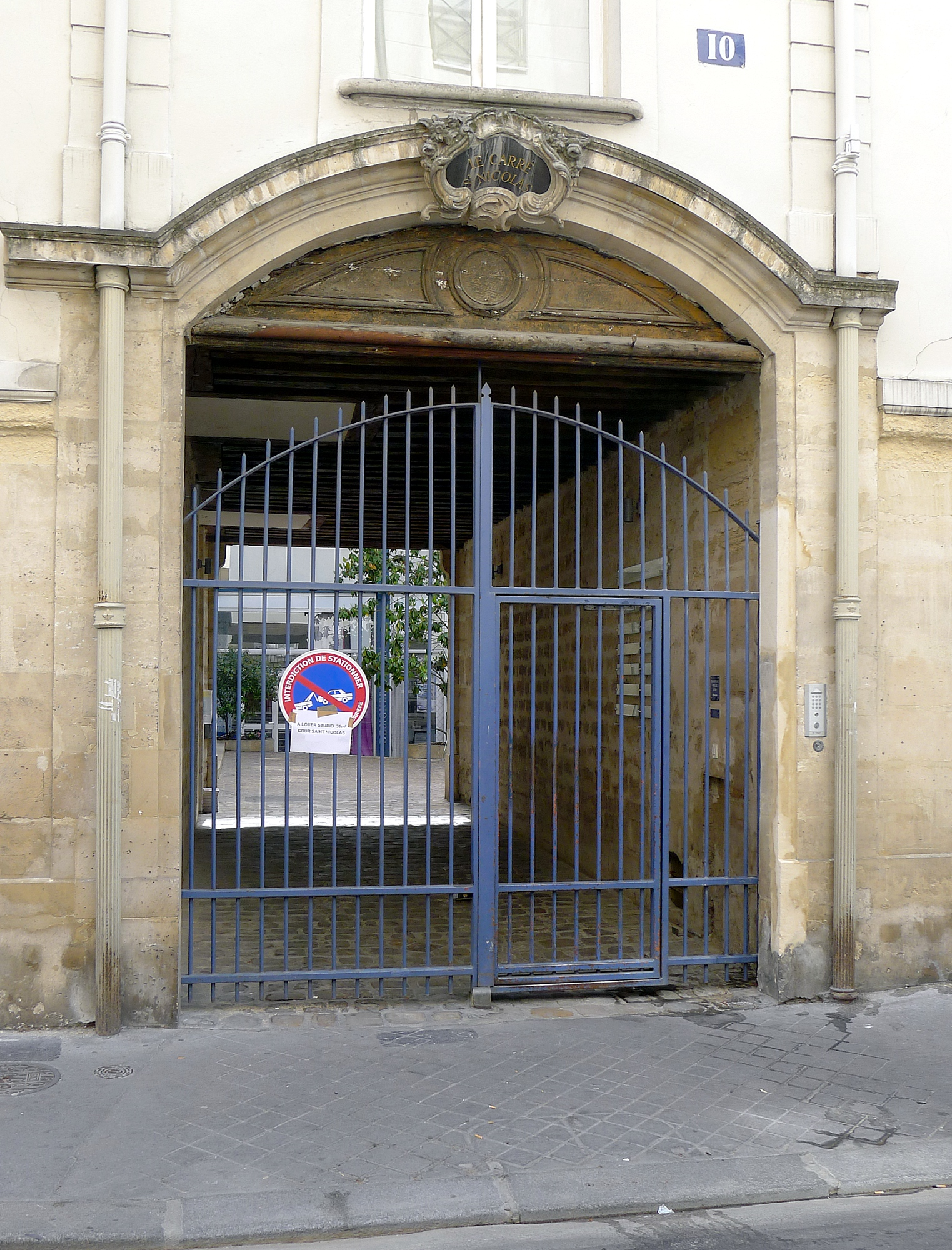
No 10 : entrée du carré Saint-Nicolas.
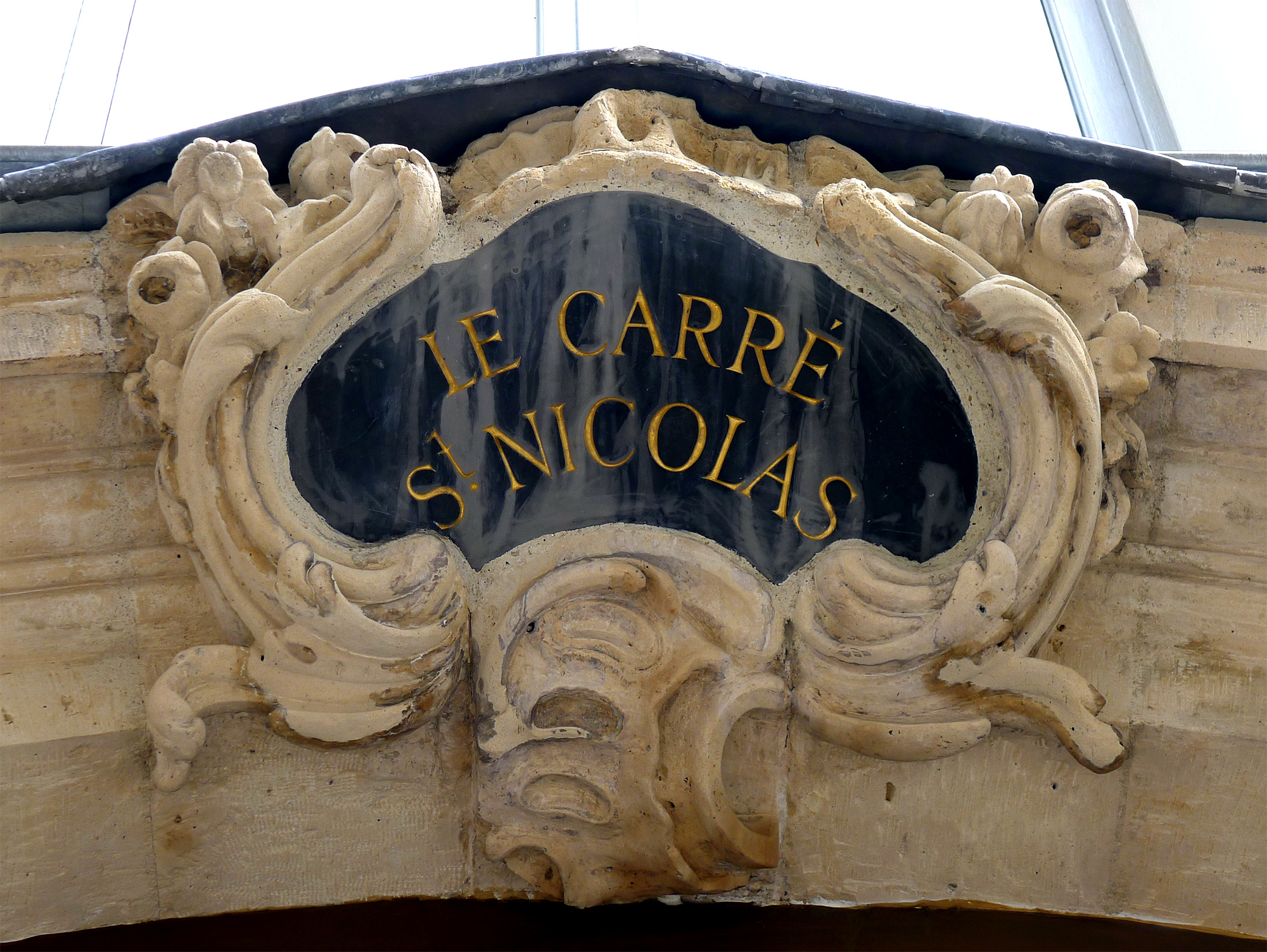
Mascaron au-dessus de l'entrée.

- No 14 : cour Hennel[3].